# Junge Union
 Der er for få eller ingen kildehenvisninger i denne artikel, hvilket er et problem. Du kan hjælpe ved at angive troværdige kilder til de påstande, som fremføres i artiklen.

Junge Union er en tysk politisk ungdomsorganisation, der er knyttet til landets to kristendemokratisk-konservative partier, CDU og CSU. Med sine 126.465 medlemmer (2007) er den ikke blot Tysklands største politiske ungdomsorgansation, men Europas største. 
Organisationen blev grundlagt i 1947 og er organisatorisk opdelt i 18 delstatsforeninger, der videre har regionale, kreds- og kommuneforeninger under sig. Det største delstatsforening er Nordrhein-Westfalen med 34.000 medlemmer, mens Bremen har blot 455. Den højeste myndighed i Junge Union er landsmødet, kaldet Deutschlandtag, hvortil 240 delegerede udpeges. Mellem landsmøderne er det hovedbestyrelsen, Deutschlandrat, bestående af 42 delegerede, der er højeste myndighed, mens foreningens ledelse i det daglige varetages af landsledelsen, Bundesvorstand.
Politisk definerer Junge Union sig som en liberal-konservativ, men progressiv organisation. Udgangspunkt er det kristne menneskesyn og menneskets ansvar overfor Gud. Junge Union er stor fortaler for demokrati og en social markedsøkonomi. Organisation støtter EU, et transatlantisk partnerskab indenfor rammerne af NATO samt en stærk alliance med USA, ligesom den på den hjemlige scene går ind for reformer af det tyske velfærdssamfund for at imødegå den demografiske udfordring. Det vigtigste politikområde for Junge Union er dog uddannelse, hvor organisationen går ind for elite-gymnasier og privatskoler, hvilke er sjældne i Tyskland.
Junge Union er medlem af den europæiske paraplyorganisation for kristendemokratiske og konservative ungdomsorganisationer, Youth of the European People's Party, og samarbejder med mange europæiske søsterorganisationer. Junge Union har dog et særligt tæt samarbejde med Junge Österreichische Volkspartei fra Østrig.

## Kendte tidligere medlemmer af Junge Union
- Helmut Kohl
- Edmund Stoiber
- Roland Koch
- Ole von Beust